# 9373 Hamra
9373 Hamra este un asteroid din centura principală de asteroizi.

## Descriere
9373 Hamra este un asteroid din centura principală de asteroizi. A fost descoperit pe 19 martie 1993 la Observatorul La Silla în cadrul programului UESAC. El prezintă o orbită caracterizată de o semiaxă mare de 2,60 ua, o excentricitate de 0,13 și o înclinație de 2,4° în raport cu ecliptica.